# Андерсон Луїш де Абреу Олівейра
А́ндерсон Лу́їс де Абре́у Оліве́йра (порт. Anderson Luís de Abreu Oliveira, нар. 13 квітня 1988 року, Порту-Алегрі), відоміший як Андерсон — колишній бразильський футболіст, атакувальний півзахисник.

## Клубна кар'єра

### «Греміу»
Народився у Порту-Алегрі. Молодим гравцем приєднався до клубу «Греміу». Перший раз з'явився у стартовому складі 23 жовтня 2004. Забив зі штрафного, але його команда програла з рахунком 3-1. У цьому році «Ґреміу» вилетів до бразильської Серії В.
10 червня 2005 повідомлялось, що Андерсон веде переговори з Порту.

### «Порту»
Офіційно долучився до «Порту» у січні 2006.
5 березня 2006 дебютував за клуб у Лізі Сагреш. Наступного року дебютував у Лізі Чемпіонів у матчі проти ЦСКА.
Андерсон був змушений пропустити 5 місяців сезону 2005-06 через травму, яку отримав у матчі проти «Бенфіки» від Костаса Кацураніса.

### «Манчестер Юнайтед»
30 травня 2007 «Юнайтед» оголосив про підписання Андерсона без вказання суми трансферу. Ціну трансферу потім оголосило «Порту» — вартість склала 30 млн. €. Він отримав номер 8, який раніше носив Уейн Руні. 3 серпня 2007 зіграв у товариському матчі проти «Донкастер Роверс», який «Юнайтед» виграли 2-0. 1 вересня зробив свій дебют у Прем'єр Лізі проти «Сандерленда» і був замінен у перерві на Луї Саа. У Лізі Чемпіонів 19 вересня 2007 змінив Раяна Гіггза на 76-й хвилину у матчі проти Спортінга.

### «Фіорентіна»
Однак Андерсону не вдалося закріпитися в основному складі «Юнайтед». В першій половині сезону 2013—2014 він провів усього 8 ігор, і в січні 2014 перейшов в оренду в італійську «Фіорентіну».

## Кар'єра у збірній
У квітні 2005 грав за збірну Бразилії U-17. На чемпіонаті світу 2005 серед молодіжних команд отримав «Золотий м'яч» найкращого футболіста.

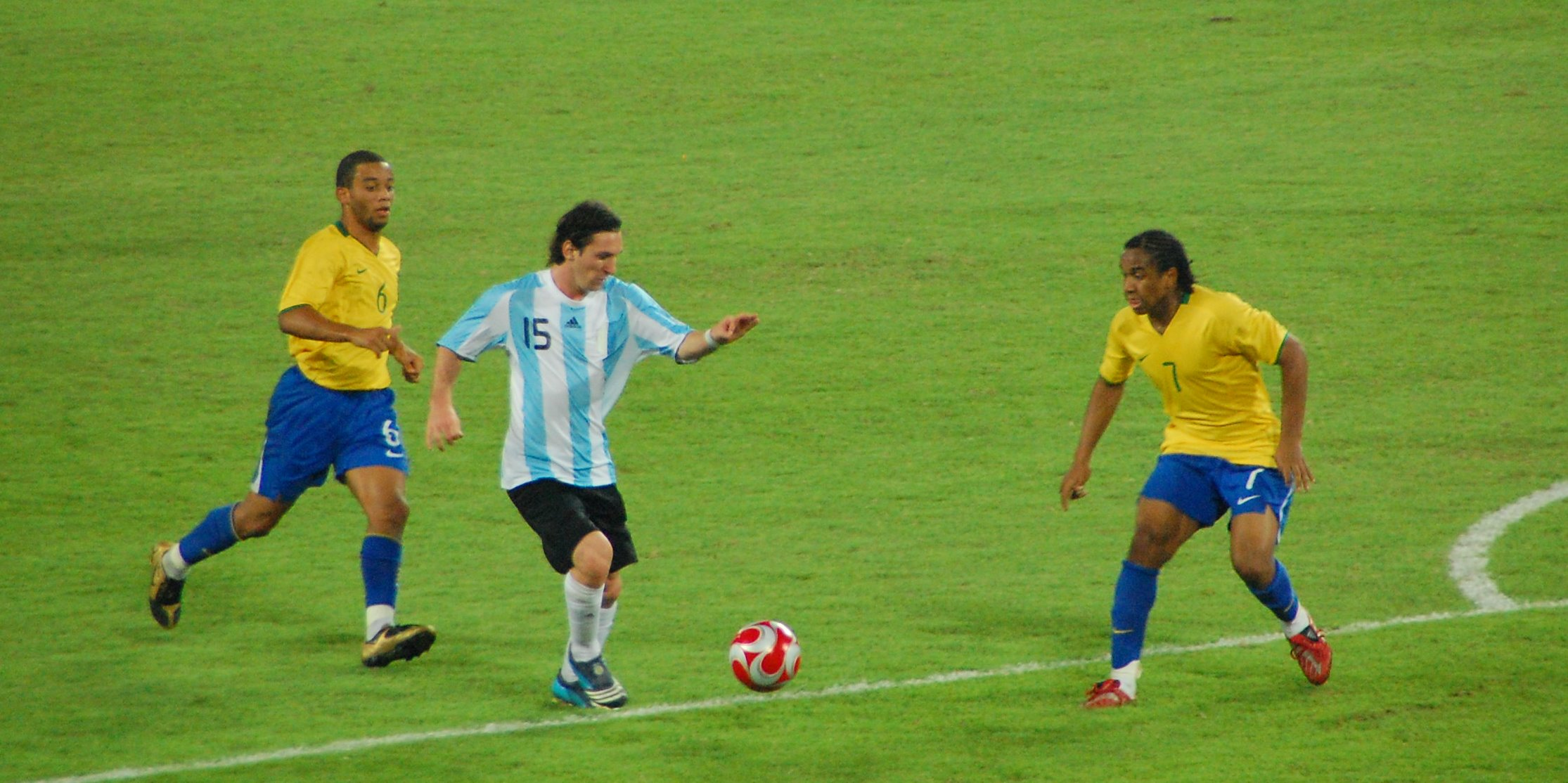

## Кар'єрна статистика

### Клуб
| Клуб              | Сезон            | Ліга | Ліга | Кубок | Кубок | Кубок Ліги | Кубок Ліги | Європа | Європа | Інше | Інше | Total | Total |
| Клуб              | Сезон            | Ігри | Голи | Ігри  | Голи  | Ігри       | Голи       | Ігри   | Голи   | Ігри | Голи | Ігри  | Голи  |
| ----------------- | ---------------- | ---- | ---- | ----- | ----- | ---------- | ---------- | ------ | ------ | ---- | ---- | ----- | ----- |
| Ґреміу            | 2004             | 6    | 1    | 0     | 0     | –          | –          | –      | –      | 0    | 0    | 6     | 1     |
| Ґреміу            | 2005             | 13   | 5    | 4     | 0     | –          | –          | –      | –      | 8    | 3    | 25    | 8     |
| Ґреміу            | Всього           | 19   | 6    | 4     | 0     | –          | –          | –      | –      | 8    | 3    | 31    | 9     |
| Порту             | 2005–06          | 3    | 0    | 2     | 0     | –          | –          | 0      | 0      | 0    | 0    | 5     | 0     |
| Порту             | 2006–07          | 15   | 2    | 0     | 0     | –          | –          | 4      | 0      | 1    | 1    | 20    | 3     |
| Порту             | Всього           | 18   | 2    | 2     | 0     | –          | –          | 4      | 0      | 1    | 1    | 25    | 3     |
| Манчестер Юнайтед | 2007–08          | 24   | 0    | 4     | 0     | 1          | 0          | 9      | 0      | 0    | 0    | 38    | 0     |
| Манчестер Юнайтед | 2008–09          | 17   | 0    | 3     | 0     | 6          | 0          | 9      | 0      | 3    | 0    | 38    | 0     |
| Манчестер Юнайтед | 2009–10          | 14   | 1    | 1     | 0     | 3          | 0          | 5      | 0      | 0    | 0    | 23    | 1     |
| Манчестер Юнайтед | 2010–11          | 13   | 0    | 3     | 0     | 2          | 0          | 4      | 1      | 0    | 0    | 22    | 1     |
| Манчестер Юнайтед | Всього           | 68   | 1    | 11    | 0     | 12         | 0          | 27     | 1      | 3    | 0    | 121   | 2     |
| Вього за кар'єру  | Вього за кар'єру | 103  | 9    | 17    | 0     | 12         | 0          | 31     | 1      | 12   | 4    | 175   | 14    |

1. ↑  Включає інші змагання, в тому числі Суперкубок Португалії, Суперкубок Англії, Суперкубок УЄФА, Міжконтинентальний Кубок, Клубний чемпіонат світу з футболу

## Нагороди

### Клубні
«Ґреміу»
- Бразильська Серія В (1): 2005

 «Порту»
- Чемпіон Португалії (2): 2005-06, 2006-07
- Кубок Португалії (1): 2005-06
- Суперкубок Португалії (1): 2006

 «Манчестер Юнайтед»

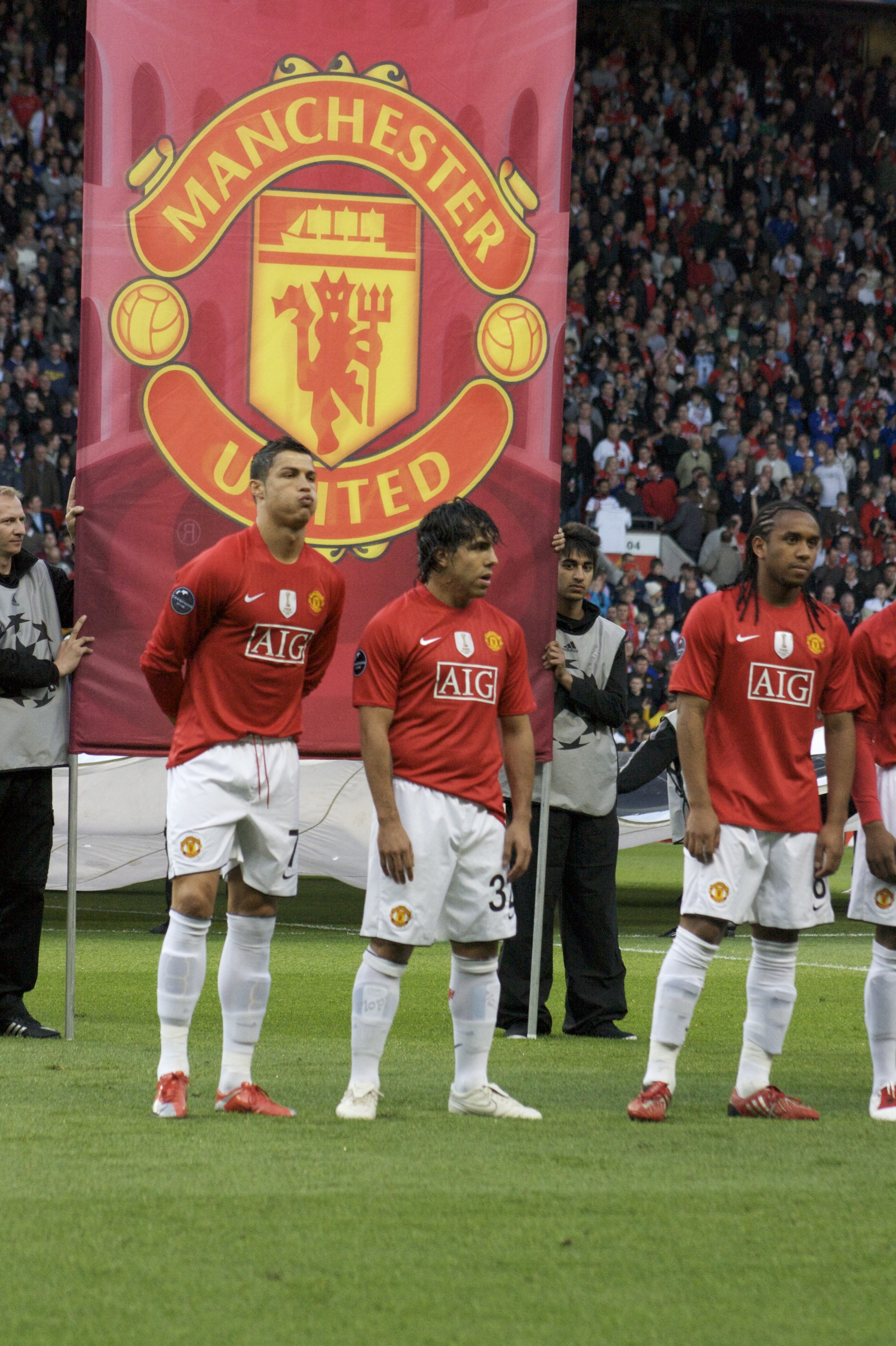

- Прем'єр-ліга (4): 2007-08, 2008-09, 2010-11, 2012-13
- Кубок Футбольної ліги (2): 2008-09, 2009-10
- Суперкубок Англії (2): 2011, 2013
- Ліга чемпіонів УЄФА (1): 2007-08
- Клубний чемпіонат світу ФІФА (1): 2008

 «Інтернасіональ»
- Ліга Гаушу (1): 2015

### За збірну
Бразилія U17
- Чемпіон Південної Америки (U-17): 2005

Бразилія U23
- Бронзовий олімпійський призер: 2008

Бразилія
- Кубок Америки (1): 2007

### Індивідуальні
- «Золотий м'яч» Кубка світу Фіфа U-17 (1): 2005
- Найкращий молодий футболіст в Європі «Golden Boy»: 2008